# یوناس لیونگ بلاد
یوناس لیونگ بلاد (انگلیسی: Jonas Ljungblad؛ زادهٔ ۱۵ ژانویهٔ ۱۹۷۹) دوچرخه‌سوار اهل سوئد است.
از باشگاه‌هایی که در آن بازی کرده‌است می‌توان به تیم دوچرخه‌سواری وکانسولیل–دی‌سی‌ام، سایکل کولستروپ، و تیم لوتو–سودال اشاره کرد.